# Mokleakî, Iemilciîne
Mokleakî (în ucraineană Мокляки) este localitatea de reședință a comunei Mokleakî din raionul Iemilciîne, regiunea Jîtomîr, Ucraina.

## Demografie
Componența lingvistică a localității Mokleakî
     Ucraineană (99,54%)
     Alte limbi (0,46%)
Conform recensământului din 2001, majoritatea populației localității Mokleakî era vorbitoare de ucraineană (99,54%), existând în minoritate și vorbitori de alte limbi.